# Karl Hartleb
Karl Hartleb (* 23. Oktober 1886 in Sankt Georgen bei Neumarkt, Steiermark; † 29. August 1965 in Friesach, Kärnten) war ein österreichischer Politiker (Landbund, VdU). Er war in der Ersten und der Zweiten Republik Abgeordneter zum Nationalrat, von 1927 bis 1929 Vizekanzler und von 1953 bis 1956 Dritter Präsident des Nationalrates.

## Leben
Nach der Volksschule war Karl Hartleb als Landwirt, Säger und Müller tätig. Von 1919 bis 1927 war er Abgeordneter zum steiermärkischen Landtag, zunächst für die Steirische Bauernpartei, die 1922 im deutschnationalen Landbund aufging. Zeitweilig war er Dritter Landtagspräsident. Hartleb war Mitglied der Reichsparteileitung des Landbundes. Von 1927 bis 1930 war er Abgeordneter zum Nationalrat, von 1927 bis 1929 auch Vizekanzler und Innenminister im fünften Kabinett von Ignaz Seipel (CS). In seine Amtszeit fiel der Wiener Justizpalastbrand, bei dem die Polizei hart gegen demonstrierende und randalierende Sozialdemokraten vorging, wobei 84 Demonstranten und 5 Polizisten starben. Von 1930 bis 1934 war Hartleb Präsident der Bundeskammer für Land- und Forstwirtschaft in Steiermark.
Nach dem „Anschluss“ beantragte Hartleb am 17. Mai 1938 die Aufnahme in die NSDAP und wurde rückwirkend zum 1. Mai desselben Jahres aufgenommen (Mitgliedsnummer 6.222.260), daneben war er noch Zellenleiter und Ortsbauernführer von St. Georgen bei Neumarkt in der Steiermark. Von 1938 bis 1945 war er Ortsgruppenleiter der NSDAP. Das waren die höchsten Funktionen, die er in der NS-Ära einnahm. Nach dem Krieg wurde er 1945 verhaftet und verbrachte 15 Monate im Internierungslager Stalag XVIII A in Wolfsberg, das während der britischen Besetzungszeit dann Camp 373 hieß. 
Als Mitglied des Verbandes der Unabhängigen (VdU) war Hartleb von 1949 bis 1956 wieder Abgeordneter zum Nationalrat und von 1952 bis 1953 Klubobmann. In seiner Zeit beim VdU setzte er sich dafür ein, dass schwer belastete Nationalsozialisten, wie der spätere FPÖ-Gründer, Anton Reinthaller, entlastet und von der Entnazifizierung möglichst ausgenommen werden. Von 1953 bis 1956 war er Dritter Präsident des Nationalrates. Der SPÖ-Politiker Bruno Pittermann bezeichnete Hartleb als den „Old Shatterhand des VdU.“

## Auszeichnungen
- 1955: Großes Goldenes Ehrenzeichen mit dem Stern für Verdienste um die Republik Österreich[7]